# 스큐아
스큐아(공동번역), 스게와(개신교), 스케우아스(가톨릭), /ˈsiːvə/ (고대 그리스어: Σκευᾶς, Skeuas)는 유대인 제사장으로 사도행전 19장 14절에 소개되는 자인데, 그가 정말로 제사장이었는지에 대해서는 논란이 되고있다. 몇몇 학자들은 비록 예루살렘에 그와 동일한 이름의 대제사장은 없었지만, 솔로몬대의 대제사장 사독의 후손들이 비공식적으로 대제사장직을 맡았던 것이 흔치 않은 일도 아니라고 말한다. 그러나 이보다는 행 19:13에 그의 아들들이 "떠돌아다니는(고대 그리스어: περιερχομένων, perierchomenōn)" 귀신 축출가 일을 했다고 나와있는데, 스큐아도 이와 비슷한 일을 한 것으로 보인다.
사도행전에 따르면, 그의 일곱 아들들은 에페소스에서 예수의 이름으로 귀신을 쫓아내려고 시도했다고 한다. 천사의 이름으로 귀신을 내쫓는 것은 유대인들이 솔로몬의 언약이라는 구약 위경에 근거하여 흔히 하던 일이다. 스큐아의 가족이 이런 일을 행한 것으로 보아, 유대인 공동체에서 일종의 샤먼 역할을 했다고 보는 것이 정확할 수도 있다.